# 신수근
신수근(愼守勤, 1450년 ~ 1506년)은 조선 전기의 문신이자 외척이다. 신승선과 중모현주의 아들로, 세종대왕 이도의 4남인 임영대군 이구의 외손이자 연산군의 처남이며, 중종의 장인이다. 의경세자의 후궁 숙의 신씨와는 6촌간이 된다. 따라서 왕실과는 이중 인척관계를 형성하였으며, 그 외에도 그의 부인은 권남의 여섯째 딸로 남이의 처제가 된다. 또한 두번째 부인은 인수대비의 친정 사촌 형제였던 한충인의 딸이다. 1506년 중종반정 직전 반정 참여를 권유받았으나, 도의상 반정에 참여하기를 거절했다가 살해되었다. 본관은 거창(居昌), 자는 근중(勤仲) 또는 경지(敬之), 호는 소한당(所閒堂)이며, 시호는 신도(信度)이다.

## 생애
신승선의 아들로 어머니 중모현주는 임영대군의 딸이자 조선 세종대왕의 손녀딸이었다. 성종 때 음서를 통해 장령이 되어 조정에 입문하였고, 누이동생이 연산군의 비가 된 뒤로 우승지, 도승지, 이조 판서, 우찬성, 우의정, 좌의정의 요직을 두루 거쳤다. 또한 진성대군(중종)이 그의 사위가 되었다. 의경세자의 후궁 숙의 신씨와는 6촌간이 된다.
최종 관직은 대광보국숭록대부 의정부우의정 겸 영경연 춘추관 관상감사이고, 익창군(益昌君)에 봉해졌다. 1506년 가을 박원종, 성희안 등은 그에게 꾸준히 사람을 보내 연산군을 폐위시키고 진성대군을 추대할 것을 권고했으나 신수근은 자신의 사위를 위해 누이를 배신할 수 없다며 거절했다. 1506년 음력 9월 2일 성희안, 박원종 등이 일으킨 중종반정 때 박원종 일파가 보낸 이심, 신윤무 등에게 수각교에서 격살(擊殺)되었다.
1739년(영조 15년) 음력 3월 28일에야 김태남 등의 건의로 익창부원군으로 추증되었다. 영의정으로 추증되었다.
《중종실록》은 다음과 같이 기록하고 있다.
신수근은 폐비 신씨(愼氏)의 오빠로 연산군의 총애를 얻어 세력과 지위가 극히 융성하니, 권세가 한때를 휩쓸었다. 오랫동안 이조(吏曹)를 맡아 거리낌없이 방자하였으며, 뇌물이 폭주(輻湊)하여 문정(門庭)이 저자와 같았고, 조그만 원수도 남기지 않고 꼭 갚았다. 주인을 배반한 노비(奴婢)들이 다투어 와서 그에게 투탁(投托)하였으며, 호사(豪奢)를 한없이 부려 참람됨이 궁금(宮禁)에 비길 만했다.
그러나 <영조실록>은 다음과 같이 기록하고 있다.
임금이 ‘고금 동충(古今同忠)’이라는 4자를 써서 내려 주고 이르기를, "신수근(愼守勤) 은 포은(圃隱)과 함께 충의(忠義)가 같다."하고, 호조에 명하여 사우(祠宇)를 만들어 주고 그 곁에 각(閣)을 세워서 이것을 새기어 걸게 하라고 하였다.
그와 그의 동생은 처형되었지만 아들 신홍조와 손자 신사헌은 연좌되지 않고 관직에 나갈수 있었다.

## 가족 관계
중종의 장인이며, 연산군의 처남이다. 또 세종대왕의 외증손자로, 사돈인 성종은 그의 외재종형이 된다. 성종은 두 아들들을 신수근의 누이와 딸에게 각각 장가들게 해 이중으로 사돈 관계를 맺었다.
- 할아버지 : 신전(愼詮)
  - 아버지 : 신승선(1436년 - 1502년)
  - 어머니 : 중모현주 전주 이씨(임영대군의 딸, 세종의 손녀, 세조의 조카)
    - 여동생: 폐비 신씨 (연산군의 부인)
    - 매제 : 연산군(조선 10대 임금)
    - 부인 : 영가부부인 안동 권씨, 권람의 여섯째 딸
    - 부인 : 청원부부인 청주 한씨, 한충인(인수대비의 사촌)의 딸
      - 장남 : 신홍보 (?-?)
      - 차남 : 신홍필 (1487~?)
      - 삼남 : 신홍조(愼弘祚)(1490~?)
      - 며느리 : 풍천임씨, 능천부원군(綾川府院君) 구수영(具壽永)의 외손녀, 임희재 (任熙載,1472~1504)의 외동딸
        - 손자 : 신사헌(愼思獻)

      - 사남 : 신홍우 (?-?)
      - 장녀 : 신공섭(申公涉)의 처
      - 차녀: 단경왕후(중종의 비)
      - 사위 : 조선 11대 국왕 중종
      - 3녀 : 조세충(趙世忠)의 처

    - 사돈 : 조선 9대 국왕 성종

  - 장인 : 권람, 한충인

## 관련 작품

### 드라마
- 《설중매》 (MBC, 1984년~1985년 배우:박영태)
- 《한명회》 (KBS, 1994년~1994년 배우:이기철)
- 《장녹수》 (KBS, 1995년~1995년 배우:임병기)
- 《왕과 비》 (KBS, 1998년~2000년 배우:최상훈)
- 《왕과 나》 (SBS, 2007년~2008년 배우:김상원)
- 《인수대비》 (JTBC, 2011년~2012년 배우:유정석)
- 《7일의 왕비》(KBS2, 2017년 배우:장현성)

### 영화
- 《연산일기》 1988년 배우:나한일)

## 기타
그의 장인 권람의 아호도 소한당(所閑堂)이다.

## 같이 보기
| - 귀성군 - 권람 - 남이 - 남곤 - 중종 반정 - 신승선 - 거창군부인 - 단경왕후 - 박원종 - 유자광 - 성희안 - 유순정 - 월산대군 - 중모현주 - 홍길동 - 주계군 | - 세조 찬위 - 한명회 - 신숙주 - 박원종 - 월산대군부인 박씨 - 서산군 - 연산군 - 폐비 윤씨 - 정현왕후 - 이극돈 - 이극감 - 임사홍 - 임숭재 - 전우치 - 황진이 - 남이의 무옥 | - 남이 - 강순 - 신사헌 - 어유소 - 어우동 - 이종무 - 유감동 - 유자광 - 이구지 - 임영대군 - 대방군부인 송씨 - 학조 |

## 참고 문헌
- 성종실록
- 중종실록
- 연산군일기
- 대동야승
- 연려실기술
- 국조보감